# Crosskirk Broch
Crosskirk Broch was een complex Atlantic roundhouse dat ook geduid werd als een vroege broch, een gebouw uit de IJzertijd. De broch was gelegen aan de kust in Crosskirk in de Schotse regio Highland. Crosskirk Broch ging in de tweede helft van de twintigste eeuw verloren ten gevolge van kusterosie. Een cairn markeert de plaats waar de broch stond.

## Periode
Op basis van C14-datering is geconcludeerd dat Crosskirk Broch bewoond werd vanaf de achtste eeuw v.Chr. tot 200 n.Chr.. Het oudste monster werd genomen van de primaire vloer van Crosskirk Broch en werd gedateerd op 760-260 v.Chr..
De tweede periode van bewoning van dit complexe atlantic roundhouse vond plaats tussen 200 v.Chr. en 100 n.Chr.; deze periode valt samen met de bewoning van Midhowe Broch op Rousay.

## Bouw

### Structuur
Tussen 500 en 200 v.Chr, werden er steeds meer complexe Atlantic roundhouses gebouwd in plaats van simpele roundhouses. Dit wil zeggen dat er steeds vaker vertrekken werden aangebracht binnenin de dikke ronde muur van een Atlantic roundhouse of dat de ronde muur van het gebouw gevormd werd door twee wanden met een ruimte ertussen. De muur van het roundhouse in Crosskirk was bijna zes meter dik. De kern van de muur bestond uit puin en aarde. Hierdoor kan de stabiliteit van dit roundhouse nooit genoeg zijn geweest om een broch-toren te zijn geweest. Het roundhouse kan niet hoger zijn geweest dan zo'n 4,5 meter, significant kleiner dan de hoogst bekende broch (Mousa Broch) die dertien meter haalt. In de jaren zestig van de twintigste eeuw was de muur op de hoogste plaats zo'n 1,5 meter hoog.
De oorspronkelijke muur van het roundhouse in Crosskirk was dikker gemaakt doordat een schil van steen tegen de buitenzijde was aangebracht, net als bijvoorbeeld bij het vroege atlantic roundhouse in Bu (Orkney). Het zou zo kunnen zijn dat het de bedoeling was om steun te geven aan de muren. Bij Crosskirk Broch werd aan die bedoeling echter niet voldaan, aangezien de schil slecht gebouwd was en instabiel was. Als de schil niet tegen de muur van het roundhouse aan was gebouwd, zou deze naar alle waarschijnlijkheid snel zijn ingestort. Wellicht diende de schil enkel om het roundhouse groter te laten lijken om indruk te maken op een bezoeker.

### Binnenste
De binnenste open ruimte van Crosskirk Broch had een diameter van zo'n tien meter. De indeling van het roundhouse werd tijdens de verschillende fasen van bewoning vaak veranderd, waardoor het voor archeologen moeilijk is om de indelingen in de verschillende fasen te begrijpen. Het roundhouse was in ieder geval in tweeën verdeeld door een rij van rechtopstaande platte stenen. In het noordelijke gedeelte bevond zich een haard en een aantal compartimenten, gebouwd door radiaal geplaatste stenen, met zowel aarden als stenen vloeren. Vermoedelijk was dit het huiselijk gedeelte waar de bewoners kookten, aten en sliepen. Het zuidelijke gedeelte was eveneens opgesplitst in compartimenten. Eentje had een verzonken vloer die wellicht diende als dorsvloer. Het is mogelijk dat in dit deel ook dieren werden gehouden, maar het bewijs daarvoor is vrijwel afwezig.

### Brochkenmerken
Crosskirk Broch heeft een aantal duidelijke brochkenmerken die van dit roundhouse in ieder geval een complex roundhouse maken.
Zo was er een zogenaamde guard cell, een ruimte die zich in de muur van de broch bevond en te bereiken was via de toegangspassage van het roundhouse. Deze ruimte bevond zich ten noorden van de toegangspassage. De toegangspassage was gesitueerd aan de oostzuidoostelijke zijde van het gebouw.
Vanuit het binnenste van het roundhouse kon een tweede intramurale kamer worden ingegaan, die zich in het zuidoostelijke deel van de muur bevond. Ten westen van deze ruimte bevond zich de toegang tot een intramurale trap. Ongebruikelijk voor de overgebleven gebouwen uit die tijd in Schotland was een stenen ladder, die zich in de noordelijke muur bevond van de binnenste ruimte tegenover de ingang tot de intramurale trap.
Het zij opgemerkt dat de intramurale ruimtes niet beperkt waren tot het roundhouse zelf, maar ook voorkwamen in de secundaire gebouwen en in de buitenwerken.

### Buitenwerken
Daar waar het roundhouse niet werd omringd door een klifrand bevond zich een aarden omwalling bekleed met stenen en een greppel. In de ruimte tussen het roundhouse en de wal met greppel bevonden zich secundaire gebouwen. De secundaire gebouwen zijn verscheidene keren herbouwd.
De buitenwerken waren zeker niet allemaal bedoeld als verdediging, aangezien de stenen steeds kleiner waren naarmate ze verder van de ingang af waren totdat ze niet meer waren dan een rij platte stenen. Het doel van de buitenwerken was daarom vermoedelijk meer om indruk te maken op de bezoekers dan verdediging.

## Vondsten
Crosskirk Broch werd opgegraven en archeologisch onderzocht in de periode 1966-1972 door Horace Fairhurst en D. Taylor. Op het einde van de opgraving werden de resten van de broch met een bulldozer over de rand van de klif gevoerd aangezien de broch erg instabiel was ten gevolge van kusterosie. In de 21e eeuw markeert een cairn de plaats. Enige tientallen meters naar het zuiden ligt St Mary's Chapel.
Onder de vondsten bevonden zich naast resten van lokaal aardewerk, bewerkte botten en maalstenen, ook resten van Romeins aardewerk en glas, stammende uit de latere perioden van bewoning, namelijk de eerste eeuwen na het jaar nul.
In een van de secundaire gebouwen werd een graf gevonden waar een lichaam in zittende positie was geplaatst zonder evidente resten van grafgiften. Van de gevonden dierlijke botten was 60,8% afkomstig van runderen, 16,4% van varkens, 14,8% van schapen en geiten, 5,6% van herten en 2,1% van paarden.